# MV Rachel Corrie
MV Rachel Corrie és un vaixell irlandès que participa en l'operació Free Gaza Movement. Rep el nom en honor de Rachel Corrie, una membre del Moviment de Solidaritat Internacional (International Solidarity Movement) que va morir a Gaza el 2003. Va tenir el nom originalment de Carsten i també ha portat els noms de Norasia Attika i Manya. El 5 de juny del 2010 va ser interceptat per les Forces de Defensa d'Israel quan intentava trencar el bloqueig de la Franja de Gaza i portar-hi ajuda.
Aquest vaixell, que va ser construït a Alemanya el 1967, fa 68,43 metres de llarg i 10,52 metres d'amplada. Du motors dièsel i pot arribar a una velocitat de 12,5 nusos.